# 湖南省人民体育中心

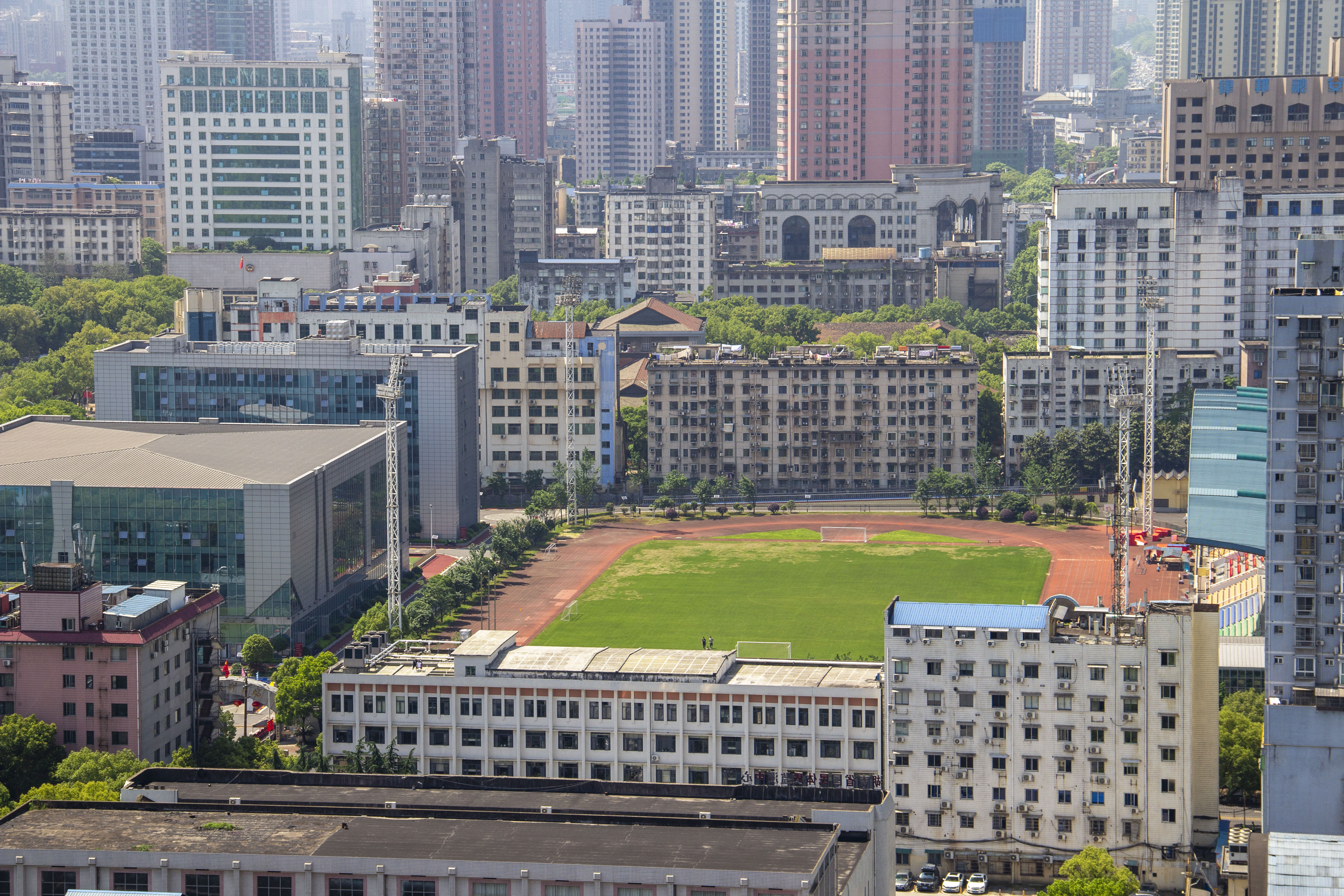
湖南省人民体育场

湖南省人民体育场，又称东风体育场，建成于1951年，扩建于2003年。位于湖南省长沙市芙蓉路与东风路、展览馆路与体育馆路之间，紧靠湖南烈士公园。体育场为湖南省体育局所有，同时也是湖南湘涛的主场和办公地点。